# بريفوتيلية
فصيلة البريفوتيلية (باللاتينية: Prevotellaceae) هي بكتيريا سلبية الغرام تضم 4 أجناس.
وجود البريفوتيلية في القناة الهضمية للإنسان يتناسب عكسيا مع الإصابة بمرض باركنسون.